# Teresa Torrelles i Espina
Teresa Torrelles i Espina (Nalec, 27 de maig de 1908 - Besiers, 18 de maig de 1991) va ser una militant feminista i anarcosindicalista catalana.

## Biografia
Filla de pagesos que treballaven la vinya, la fil·loxera els va obligar a traslladar-se a Esparreguera en busca de feina, on es van establir el 1914 per a treballar tota la família a la Colònia Sedó. Als setze anys va començar a militar al grup de jovent llibertari, on va conèixer a Joan Graells Llopart, el seu company sentimental i de militància fins a la seva mort a l'octubre del 1938 al front de l'Ebre, amb qui va tenir una filla, Marisol.
A la vaga general de 1930 a Barcelona es va encarregar de transportar armes a la ciutat. Va fundar el Grup Femení a Terrassa, on es va haver de traslladar en ser qualificada de «roja», va treballar d'obrera tèxtil i es va adherir a la Mutualitat Cultural i Cooperativista. El 1936 va participar en la fundació de l'organització Mujeres Libres dins de la CNT, que publicava una revista homònima i va lluitar per la igualtat de gènere dins del sindicat i en el conjunt de la societat i per l'empoderament de les dones en totes les esferes de la vida, començant per la seva llibertat sexual i la maternitat conscient. En plena Guerra Civil espanyola, l'any 1938, va ser responsable de l'hospital de la ciutat i membre de l'ajuntament.
A finals de gener de 1939 es va haver d'exiliar a França amb la seva filla, des d'on el 1948 va marxar a l'Argentina i va militar a la Confederació General del Treball i a la Federació Obrera Regional Argentina. El 1958, es va traslladar a viure a Veneçuela, i el 1966 a Montadin, al Llenguadoc, on va morir a l'Hospital de Besiers el 1991.